# Parotocinclus adamanteus
Parotocinclus adamanteus — вид сомоподібних риб родини лорікарієвих (Loricariidae). Описаний у 2019 році.

## Поширення
Ендемік Бразилії. Поширений в басейні річки Парагуасу на сході країни.